# Haplochromis teunisrasi
Haplochromis teunisrasi är en fiskart som beskrevs av Witte och Witte-maas, 1981. Haplochromis teunisrasi ingår i släktet Haplochromis och familjen Cichlidae. IUCN kategoriserar arten globalt som akut hotad. Inga underarter finns listade i Catalogue of Life.